# Davorin Valentinčič
Davor(in) Valentinčič, slovenski ekonomist in politik, * 22. maj 1949.
Med 23. septembrom 1992 in 25. januarjem 1993 je bil minister za trgovino Republike Slovenije.